# Emplectonema kandai
Emplectonema kandai är en djurart som tillhör fylumet slemmaskar, och som beskrevs av Kato 1939. Emplectonema kandai ingår i släktet Emplectonema och familjen Emplectonematidae. Inga underarter finns listade i Catalogue of Life.